# Bučići (Jajce, BiH)
Bučići su naseljeno mjesto u općini Jajce, Federacija Bosne i Hercegovine, BiH.

## Stanovništvo

### 1991.
Nacionalni sastav stanovništva 1991. godine, bio je sljedeći:
ukupno: 457 
- Muslimani - 457 (100%)

### 2013.
Nacionalni sastav stanovništva 2013. godine, bio je sljedeći:
ukupno: 458
- Bošnjaci -  458 (100%)